# بیا و کشتی ما در شط شراب انداز
غزلی با مطلع «بیا و کشتی ما در شط شراب انداز» غزل شمارهٔ ۲۶۳ از دیوانِ حافظ در تصحیحِ محمد قزوینی و قاسم غنی است.

## در اجراها
محمدرضا شجریان در برنامهٔ شمارهٔ ۴۸ از مجموعهٔ گل‌های تازه این غزل را در دستگاهِ چهارگاه اجرا کرده است. محسن نامجو نیز در «بگو بگو» ابیاتی از این غزل را خوانده است.